# Alexandr Sokurov
Alexandr Nikolajevič Sokurov (Алекса́ндр Никола́евич Соку́ров, * 14. června 1951 Irkutská oblast) je ruský filmový režisér, kameraman a scenárista. Působí jako vedoucí filmové katedry Kabardsko-balkarské státní univerzity v Nalčiku.

## Biografie
Narodil se v sibiřské vesnici Podorvicha, zaplavené při stavbě Irkutské hydroelektrárny. Jeho otec byl voják z povolání a rodina se často stěhovala po celém Sovětském svazu. Alexandr Sokurov vystudoval historii na univerzitě v Gorkém a pracoval pro místní televizní studio, pak nastoupil na VGIK, kde byl jeho učitelem a uměleckým vzorem Andrej Tarkovskij. Jako výrazný talent obdržel stipendium, ale ponuré meditativní ladění jeho filmů vedlo k řadě konfliktů s cenzurou, Sokurov byl nakonec ze školy vyloučen a jeho filmy byly uvedeny do distribuce až v období perestrojky.

## Tvorba
První Sokurovovy filmy vznikaly ve spolupráci se scenáristou Jurijem Arabovem a vycházely z literárních předloh. Osamělý hlas člověka je adaptací prózy Andreje Platonova Řeka Potudaň, Truchlivá netečnost vznikla podle hry George Bernarda Shawa Dům zlomených srdcí, Dny zatmění volně vycházejí z prózy bratří Strugackých Miliardu let před koncem světa a Zachraň a zachovej je aktualizací Flaubertovy Paní Bovaryové. Pozdější Sokurovově tvorbě dominuje tetralogie na téma moci: Moloch pojednává o Adolfu Hitlerovi, Býk o Vladimiru Iljiči Leninovi, Slunce o císaři Hirohitovi a Faust (natáčený v České republice) vychází z německé mytologie. Prvky dokumentu a fikce autor spojuje ve filmu Frankofonie, pojednávajícím o evakuaci Louvre za druhé světové války a přinášejícím úvahu o smyslu kulturního dědictví. Jeho filmy se vyznačují experimentálními postupy: Ruská archa, odehrávající se v petrohradské Ermitáži, je natočena v jediném záběru trvajícím 95 minut.

## Ocenění
Je držitelem Státní ceny Ruské federace, titulu Lidový umělec Ruské federace a francouzského Řádu umění a literatury. Na festivalu v Locarnu obdržel v roce 2006 Čestného Leoparda a v roce 2017 mu byla udělena Evropská filmová cena za celoživotní dílo. Za Býka získal v roce 2002 cenu Nika, za film Otec a syn v Cannes v roce 2003 Cenu FIPRESCI a za Fausta na Benátském filmovém festivalu 2011 Zlatého lva.

## Citát
| „ | Nikdy jsem film nepovažoval za něco velkého. Jsem z těch, kteří jej k životu nepotřebují. | “ |

## Filmografie
- 1987 Truchlivá netečnost
- 1987 Osamělý hlas člověka
- 1988 Dny zatmění
- 1989 Zachraň a zachovej
- 1990 Druhý kruh
- 1992 Kámen
- 1993 Tiché stránky
- 1996 Východní elegie
- 1997 Matka a syn
- 1999 Moloch
- 2001 Býk
- 2002 Ruská archa
- 2003 Otec a syn
- 2005 Slunce
- 2007 Aleksandra
- 2011 Faust
- 2015 Frankofonie